# Israël, la nation startup

Israël, la nation startup, sous-titré Les ressorts du miracle économique israélien est un livre de Dan Senor (en) et Saul Singer (en) sur l'économie d'Israël. L'expression Start-up nation est ensuite entrée dans le discours politique, notamment en France sous Emmanuel Macron.

## Contenu
Paru en anglais en 2009 et édité en français chez Maxima en 2011, l'ouvrage tente d'expliquer le succès des entreprises technologiques de l'État d'Israël, une nation existant depuis moins d'un siècle (1948) et à la population plutôt faible (7,1 millions d'habitants). En effet, en 2009, 63 sociétés israéliennes étaient cotées à l'indice américain des entreprises technologiques NASDAQ, soit davantage que n'importe quel autre pays à l'exception des États-Unis d'Amérique.
Le livre tente d'expliquer cet état de fait par des données notamment culturelles et géopolitiques. Selon Senor et Singer, l’histoire d’Israël, sa politique d’intégration des immigrés, ses investissements dans la recherche et développement et le recours à la conscription ont été des facteurs clés du développement économique du pays. Enfin, les auteurs expliquent de quelles menaces ce modèle doit se prémunir s'il veut se préserver.